# Moluccazhangia marmoreus
Moluccazhangia marmoreus är en insektsart som beskrevs av Walker 1870. Moluccazhangia marmoreus ingår i släktet Moluccazhangia och familjen dvärgstritar. Inga underarter finns listade i Catalogue of Life.